# Metropolitano de Gênova

Mapa do metrô de Gênova.

O Metro de Gênova, também conhecido como Metropolitana di Genova, é um metrô de médio porte de uma única linha, que é conectada ao centro de Gênova pelo subúrbio de Rivarolo, ao noroeste do centro da cidade. O serviço é, atualmente, feito pela Azienda Mobilità e Trasporti, que é quem promove o transporte público para a cidade de Gênova, na Itália. O metrô fuciona desde 1990. Ele tem 7,1 km de comprimento (3,3 milhas).

## Estações
O metrô de Gênova tem 8 estações:
- Brin-Certosa
- Dinegro
- Principe
- Darsena
- San Giorgio-Caricamento
- Sant'Agostino-Sarzano
- De Ferrari
- Brignole